# Rapide Club d'Oued-Zem
Pour les articles homonymes, voir Oued Zem.
Maillots
Actualités
Le Rapide Club Oued-Zem (en arabe : نادي سريع وادي زم), plus couramment abrégé en Rapide Oued Zem, est un club marocain de football fondé en 1926 par des autrichiens, est basé dans la ville d'Oued Zem. 
Le club adopte comme couleurs le bleu et blanc et sa mascotte est le lion. Il joue ses rencontres depuis 1926 au Stade Municipal de Oued-Zem.

## Histoire

### 30 ans de gloire (1926-1956)
Le Rapid Club Oued-Zem, créé le 15 mai 1926 par des autrichiens. Ce nouveau club prend son nom du fameux club autrichien du Rapid Vienne, à la suite d'une visite de ce dernier pendant l'époque du protectorat français dans la ville, où les autrichiens jouent un match amical contre une équipe des protecteurs français en 1925.
Pour l’histoire, le Rapid Club Oued-Zem fut le 1er club marocain à avoir disputé un match amical avec un club européen.
Pour son parcours international, le club a joué son premier match international le 6 octobre 1941 dans son stade municipal contre le grand club Wydad AC au sein du tour préliminaire de la Coupe d'Afrique du Nord de football, un match historique qui s'est soldé par le score de 2 buts à 0 en faveur des Wydadis.
Premier titre (1945)
C'est durant la saison 1944/1945 que l'RCOZ arrivera à gagner son 1er titre, sacré champion du Maroc de la division amateurs (Botola D3), et c'est de ce fut que l'équipe reviendra dans la division pré-honneur (Botola D2).
Retour
Championnat de Promotion (Groupe Chaouia-Sud)

### Après l'indépendance
En 1956, et après l'indépendance du Maroc,
le Rapide Club d'Oued Zem n'a jamais pu quitter les divisions amateurs inférieure jusqu'à la saison 2016/2017 lorsqu'il a monté de nouveau en deuxième division et a remporté le titre en étant champion de cette division. Ce qui lui a permis de faire un exploit pour la toute première fois depuis sa création après une montée historique inattendue lors de la saison 2017-2018, le club est promu et évoluera dans l'élite en première division de la Botola Pro.
Mais par contre, le club participait parfois à la Coupe du Trône et l'histoire du club est marquée par deux rencontres historiques en 1984 lors des quarts de finale de la Coupe du Maroc 1984, le premier match était entre le Rapide et le Raja et il finit par un nul donc il fut rejoué pour la deuxième fois et cette fois au Stade Municipal de Oued-Zem, avec une formation de jeunes joueurs de la ville, et grâce à la volonté et la combativité de tous les composants d'RCOZ, ce dernier gagne le match 2-1 et se qualifie aux stades des demi-finales qui est atteinte pour la première fois de son histoire. Cela reste comme une des plus grandes réalisation de l'équipe malgré son élimination par la suite en demi-finale à 5 buts à 4 contre la Renaissance de Kénitra.

### La renaissance (2015-2017)
Après 60 ans, le Rapide Club d'Oued Zem réussit à remporter Championnat amateur du Maroc 2015-2016 au détriment de l'Union de Sidi Kacem après une saison difficile qui s'est distingué par des problèmes de trucages lors des dernières journées du championnat de 3e division.
En 2016, le célèbre joueur emblématique de l'équipe nationale Rachid Slimani décide de revenir à son club formateur le Rapide Oued Zem afin de prêter main-forte au club de sa ville natale, avec comme objectif permettre au club d'atteindre l'élite du championnat. 
Le capitaine âgé de 35 ans accompagné de son ancien coéquipier 
l'ivoirien Hilaire Kouko, atteindront avec toute l'équipe du Rapide Club Oued Zem l'objectif fixé en 2016 puis le dépassent en 2017. Cette année là qui restera une année exceptionnelle gravée dans la mémoire de tous les habitants de cette petite ville d'Oued Zem, du fait de la montée historique inattendue des bleus et blancs en première division (Botola Pro) pour la première fois de leur histoire après un excellent parcours sans faute en deuxième division.  
L'équipe entraîné par l'ancien joueur Mohamed Bekkariqui rejoignent le club et entament la saison avec le Rapide. Finalement, le club achève la compétition en ne concédant aucune défaite à domicile, ce qui montre le grand rôle que jouait le public qui assistait en grand nombre malgré le faible nombre de population de la ville, des supporters  venait aussi des villes et des villages à proximité.
L'équipe ne sera promu officiellement en première division qu'après la dernière journée dans laquelle, le Rapide reçoit le Wydad de Témara devant 20 000 supporteurs du club venus de tous les coins du Maroc ainsi que les communautés des supporters originaires de Oued Zem. Après un match très serré entre les deux équipes, les locaux marquent un but signé par Nawfel Zerhouni à la quatre vingtième minutes de la rencontre ce qui permet aux lionceaux de Mohamed Bekkari de remporter le titre à deux point d'écart du Racing de Casablanca, le deuxième.
Ensuite après le sifflet de la fin du match un grand nombre d'habitants de la ville et de supporters sont sortis fêter la montée de leur club. Ces fête dans la rue ont profité d'une grande couverture médiatique de la part de la presse national qui ne s'attendait pas à cette réalisation du Rapide Oued Zem, un club qui n'a jamais tout au long de son histoire quitter les divisions amateurs inférieures. Finalement le club a été félicité par les grandes équipes.

### L'âge dorée et la montée en élite
En première division, les dirigeants du club font plusieurs transferts afin de ramener des joueurs expérimentés qui peuvent résister à la pression de la division d'élite. Le club profite aussi du soutien financier de Mohamed Boudrika qui signe un contrat de sponsoring avec le club pour sa société (Boudrika Holding) qui figure dans son maillot comme partenaire officiel du club qui signe aussi un contrat avec la société d'équipements sportifs italienne Legea.
Par la suite, le Rapide et ses supporters rêvent également de réussir le maintien et de rester en première division. Son premier match parmi l'élite, l'avait opposé dans la capitale administrative Rabat contre les FAR de Rabat, le match s'est soldé à la fin par un nul (0:0), ce qui est considéré comme un bon début. Le club réussit aussi à arracher un nul contre le champion d'Afrique le Wydad AC (1:1), ce qui fait une gloire pour l'RCOZ.

## Palmarès
- Championnat de Promotion (Groupe Chaouia-Sud) (1)
  - Champion : 1948

- Championnat du Maroc D2 (1) :
  - Champion : 2017

- Championnat du Maroc D3 (2) :
  - Champion : 1945 et 2016

## Personnalités du club

### Entraîneurs
- 2016-2018 :  Mohammed Bekkari
- 2018-2018 :  Fouad Sahabi
- 2018- :  Tareq Mostafa (en)

Youssef Fertout 2020/2021

## Stade Municipal de Oued Zem
La capacité du stade atteint 20 000 supporters, mais n'est pas conforme aux normes FIFA.
La première rencontre du Rapide Oued Zem en première division de la Botola Maroc Télécom, qui s'est joué dans son stade mythique le Stade Municipal de Oued Zem était lors de la douzième journée contre le leader du Hassania d'Agadir, match terminé sur le score de 0-0. Mais la première victoire dans ce stade était au derby locale de la région contre le Chabab Atlas Khénifra, match qui s'est soldé sous le score de (1:0).